# 小山内美智子
小山内美智子（おさない　みちこ）は、自身が脳性麻痺である障害者運動家。著作家。
札幌市在住。

## 年譜
| 西暦 | 年齢 | |
| 1953 | 0    | 6月15日 北海道上川郡和寒町字北原村で、7か月の未熟児として生まれる。                                                        |
| 1959 | 6    | 一家は田畑を売って札幌に転居。                                                                                             |
| 1962 | 9    | 北海道立札幌整肢学院入学。                                                                                                 |
| 1966 | 12   | 北海道真駒内養護学校小学部5年に転入。                                                                                      |
| 1974 | 20   | 真駒内養護学校高等部卒。                                                                                                   |
| 1974 | 21   | 西村秀夫の訪問を受け、手紙のやりとりが始まる。自分の意見を言うことを教えられる。                                           |
| 1977 | 23   | 当時計画中の道立福祉村への希望を語り合う会として、長嶺（のち澤口）京子らと札幌いちご会を結成。                             |
| 1978 | 24   | 小山内、長嶺、林香代らとボランティアで、独立生活が可能か、1か月の実験合宿。北海道庁職員も視察に来所。                      |
| 1979 | 26   | 道立福祉村が栗沢町（現岩見沢市）に開村。個室化実現。小山内らは入居せず。                                                   |
| 1979 | 26   | 8月1ヶ月間スウェーデンの福祉を視察旅行（脳性まひの米村哲朗、ボランティアの河村（のち勝又）圭伊子の3人）                    |
| 1980 | 27   | 土井正三、池田源一らと3世帯で、父親所有のアパートを使い、個室生活をはじめる。                                              |
| 1982 | 28   | 札幌市が地下鉄の白石駅、琴似駅、大通駅にエレベーターを設置。                                                               |
| 1984 | 31   | 小山内は12歳年下の男性ボランティアと婚約。入籍は翌年。                                                                     |
| 1985 | 31   | 長男の大地を出産。 |
| 1986 | 33   | 日本初、公営ケアつき住宅8世帯が札幌にできる。                                                                              |
| 1987 | 33   | いちご会で資金集めのため、書き損じハガキ募集を開始。                                                                       |
| 1989 | 35   | いちご会事務所は小山内の部屋から独立。いちご会でホームヘルパー派遣制度。                                                   |
| 1990 | 36   | 離婚。 |
| 1990 | 37   | 札幌市で全身性重度障害者介護料助成事業がはじまる。                                                                         |
| 1991 | 38   | 頚椎症の安静のため、小山内は足でのタイプライター使用を断念。口述筆記を開始。                                               |
| 1992 | 38   | 頚椎症を手術。 |
| 1993 | 40   | 五十嵐広三建設大臣が、全国の公営住宅の一階を障害者用でハーフメイド方式とする（台所など各種設備を入居者決定後に調整する）。 |
| 1994 | 41   | 9歳の長男をつれてスウェーデン再訪。                                                                                        |
| 2000 | 46   | 社会福祉法人アンビシャスを開所し、施設長。その名づけ親も西村秀夫。                                                         |
| 2002 | 48   | 母久子死去。 |
| 2014 | 61   | アンビシャスの施設長を退任。                                                                                               |

## 交流関係
澤口京子
整肢学院に入学した9歳からの友人。小山内より1年年下。旧姓長嶺。1977年に小山内と札幌いちご会をはじめ、副会長。1978年の実験合宿当時のボランティア澤口照動と、1979年に24歳で結婚。
西村秀夫
東京大学から北海道リハビリーに転任時に小山内家を訪問。小山内が施設で書いた作文を読み、会いたいと思ったという。
木村浩子
山口県で民宿経営。足で子供にミルクを飲ませて育児する母親として、1970年にNHKが放映し、小山内も見た。18歳の時、山口県へ会いに行った。小山内にも結婚・出産ができるかもしれないという希望を与えた。
茶木豊子
1978年小山内が療護施設グリーンハイムを訪問し、出会う。口にくわえた棒でタイプを打つ。1986年福祉村を退村し自立生活を開始。1996年食物の窒息が原因で気管切開、その年死去。
オーサ・ランブリンク
ストックホルム在住。1979年に知り合う。当時21歳。小山内そっくりに、手のかわりに足を使う生活をしていた。1981年に札幌を訪問。
黒柳徹子
『足指でつづったスウェーデン日記』の帯を、朝日新聞社を通して依頼したのが出会い。1986年のいちご会の資金危機時にチャリティーコンサートを企画し援助。
鹿野靖明
いちご会の会計。1983年に自立生活をはじめた。持病は筋ジストロフィー。渡辺一史『こんな夜更けにバナナかよ』の主人公。
浅野史郎
1985年に厚生省から北海道福祉課へ転任。横路孝弘知事の下で1986年に8世帯の道営ケアつき住宅を建設。のち宮城県知事。
谷川俊太郎
1997年に谷川が『あなたは私の手になれますか』の帯を書いたことから付き合いが始まる。

## 主な著作
みっちのトッコラ旅 1981 ふきのとう文庫
入手困難本。概要は『車いすからウインク』の第5章で読むことができる。
足指でつづったスウェーデン日記 1981 朝日新聞社
1979年にスウェーデンの障害者環境を視察した。同行した米村哲朗、河村（のち勝又）圭伊子、通訳の藤井恵美によるあとがき。帯は黒柳徹子。
車椅子からウインク 1988 ネスコ・文芸春秋
子供時代、恋愛、結婚、長男の大地出産、大地の成長を描く。序文は黒柳徹子。あとがきはひらがなタイプ原稿。
痛みの中からみつけた幸せ 1994 ぶどう社
頚椎症の手術をした、1992年の入院日記。2年前の離婚のこと。序文は黒柳徹子と浅野史郎。この作以後、著作は口述筆記。
車椅子で夜明けのコーヒー 1995 ネスコ・文芸春秋
副題「障害者の性」。性の欲望を論じる。序文はおすぎ。
車椅子スウェーデン親子旅 1996 北海道新聞社
1994年、9歳の大地と15年ぶりにスウェーデンを再訪。介護者兼初代秘書兼英語通訳は松元巌子（みちこ）、ボランティアは石井美雪。序文は黒柳徹子。
あなたは私の手になれますか 1997 中央法規出版
日常受けるケアを論じる。序文は谷川俊太郎。
素肌で語り合いましょう 2002 エンパワメント研究所
施設が大嫌いだった小山内が、社会福祉法人アンビシャスの施設長になった。長男の大地は受験勉強。母親の末期がん発見と死。
私の手になってくれたあなたへ 2007 中央法規出版
父母の思い出。長男の大地は、母の願いを入れて理学療法士になった。2005年の障害者自立支援法への苦言。序文は高橋恵子。
わたし、生きるからね 2009 岩波書店
2008年に悪性リンパ腫を発病し入院。大地は理学療法士として主治医と交渉してくれた。アンビシャス経営の悩み。
おしゃべりな足指 2017 中央法規出版
アンビシャス施設長を退任。生涯を要約。序文は黒柳徹子。終章は杉本裕明。

## 著作から抜粋
6歳で札幌に出たころ
「笑う人はね、新聞も本も読んでいないから、脳性マヒという病気がわからない。わからないから笑うんだ。笑う人のほうがかわいそうなんだよ」

　それが母が母なりに考えた理屈だったと思う。同時に、私の社会参加のはじまりだった。    
1977年、いちご会結成
一回目の話し合いが終わったとき、西村さんが、
「あなたがたが考えていることを文章にまとめて、出席してくれた人たちに送ったらどうだい」と、その場で五千円くださった。

そんなわけで、いちご会は五千円の基金ではじまり、一回だけになると思っていたいちご会の通信は、ずっといままでつづいている。    
スウェーデン旅行

オーサに「足で運転できる電動車椅子は持ってないの？」と聞くと、彼女はにっこりして、「あれは楽だけれど、なまけものになるから使わない。足が動く限り足で漕ぐの」ときっぱりと言った。        
『足指でつづったスウェーデン日記』出版
朝日新聞の出版局の人から、「小山内さん、帯は誰に書いてほしいですか」と聞かれた。わたしは100%ダメだと思ったが、ジョークで「黒柳徹子さんがいいかもねぇ。でも、無理でしょうねぇ」と言った。（中略）わたしは二番手を一生懸命考えていた。ところがである。さすが朝日新聞の力はすごい。徹子さんがオッケーしてくださったというのだ。夢でも見ているようであった。（中略）

本は小山内美智子という名前より、黒柳徹子の名前の方が目立つようになっていた。徹子さんが書いた本だと間違って買った人もたくさんいた。  
北海道福祉課長 浅野史郎

浅野さんと初めて対面したとき、「わたしが話を聞きます。何でもいいから教えてください」と言われた。わたしは、「今まで話し合いをしても騙されてばかりいた。あなたと話をしてもまた、同じことでしょう。もっと上の人を呼んできてください」と生意気に叫んでいた。産まれて三か月の息子は道庁のソファーの上でスヤスヤ寝ていた。議論をするうちに、次第にこの人は今までのお役人とは違うかもしれない、ということがわかってきた。  
後に浅野さんから聞いた話だが、浅野さんが北海道庁に出向するとき、上司から「浅野君、北海道では小山内美智子に気をつけろ。好き勝手言って、そんなやつの言うことばっかり聞いていたら大変だ」と忠告されていたという。  
離婚

彼女に出会った時、私は愛くるしい笑顔に引き付けられた。（中略）彼女は私の宝物を剥ぎ取っていった。とったか、とられたかは、もうどうでもいい。恋愛も弱肉強食なのだ。ベットに寝たっきりの女が二人、一人の男に火花を散らし、とてつもないエネルギーで愛しあったことは、とてもいい物語だったのかもしれない。